# Campionati del mondo di ciclismo gravel 2022
I Campionati del mondo di ciclismo gravel 2022 (en.: 2022 UCI Gravel World Championships) si sono svolti dall'8 al 9 ottobre 2022 in Veneto, in Italia. È stata la prima edizione assoluta della manifestazione organizzata dall'Unione Ciclistica Internazionale. La gara era aperta sia ad atleti amatoriali che a ciclisti professionisti nelle categorie Elite uomini e donne.

## Percorso

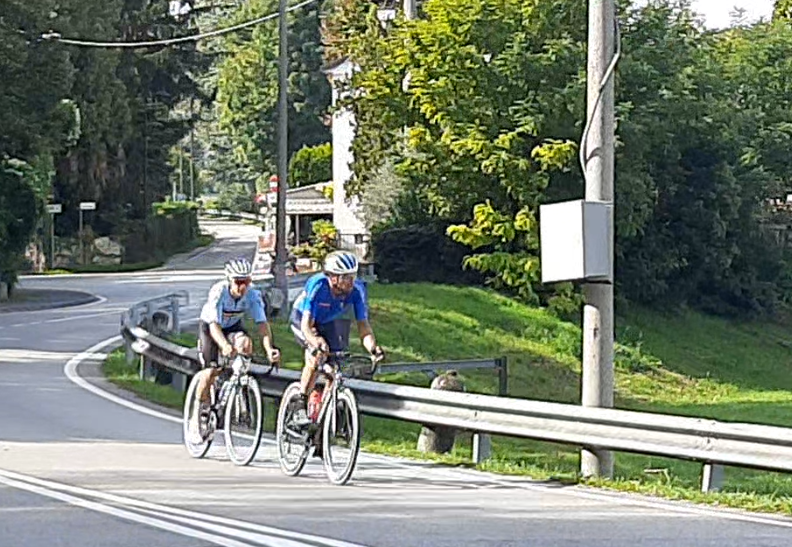
Daniel Oss (ITA) e Gianni Vermeersch (BEL), vincitore della gara Elite maschile, in fuga nel passaggio a Noventa Padovana.

Il percorso prevedeva la partenza da Vicenza con arrivo a Cittadella, in provincia di Padova. In avvio, nei primi venti chilometri, subito due leggeri strappi all'uscita dalla città, poi il percorso costeggiava il fiume Bacchiglione fino a Padova e poi fino a Cittadella percorrendo l'argine destro del fiume Brenta. Gli uomini Elite hanno percorso due giri da 25 km in un circuito intorno Cittadella per una distanza totale di 194 km con 800 metri totali di dislivello, mentre le donne e gli amatori nelle fasce d'età 19-49, invece, hanno percorso un solo giro del circuito finale per una distanza complessiva di 166 km. Il percorso era composto da un 36% di strade sterrate, 18% di ghiaia dura, l'1% di pavé, 17% di superficie dura e un 27% di asfalto

## Squadre e corridori partecipanti
Gli atleti si sono qualificati attraverso i risultati ottenuti nell'UCI World Gravel Series, piazzandosi nei primi 25% della classifica per ogni età, o tramite wild card assegnata dalle singole federazioni nazionali. La partecipazione era consentita nella categoria Elite agli atleti appartenenti a team Elite (UCI World Team, UCI Professional Continental Team, UCI Continental Team, UCI Mountain Bike, UCI Cyclocross o UCI Track).

## Sommario degli eventi
La gara maschile è stata caratterizzata da una fuga a due per quasi due terzi della corsa con il belga Gianni Vermeersch che ha sferrato l'attacco finale a 10 km dall'arrivo e lì ha preceduto l'italiano Daniel Oss con un distacco finale di 43"; più attardato l'olandese Mathieu van der Poel giunto a 1'28". Nella prova femminile invece la francese Pauline Ferrand-Prévot ha battuto allo sprint la svizzera Sina Frei mentre il bronzo è andato all'italiana Chiara Teocchi, arrivata 11" dopo il duo di testa. Per la francese è stato il quarto mondiale in stagione, dopo che in estate aveva conquistato la maglia iridata ai Mondiali di mountain bike nelle specialità del cross-country, dello short-track e nella prova marathon.
| Eventi        | Oro                            | Tempo    | Argento            | Tempo | Bronzo                           | Tempo   |
| Uomini Elite  |                                |          |                    |       |                                  |         |
| Gara dettagli | Gianni Vermeersch Belgio       | 5h10'40" | Daniel Oss Italia  | a 43" | Mathieu van der Poel Paesi Bassi | a 1'28" |
| Donne Elite   |                                |          |                    |       |                                  |         |
| Gara dettagli | Pauline Ferrand-Prévot Francia | 4h09'06" | Sina Frei Svizzera | s.t.  | Chiara Teocchi Italia            | a 11"   |